# Uromyces allii-sibirici
Uromyces allii-sibirici är en svampart som beskrevs av Gjaerum 1970. Uromyces allii-sibirici ingår i släktet Uromyces och familjen Pucciniaceae.   Inga underarter finns listade i Catalogue of Life.